# Ryan Fenech
Ryan Fenech (ur. 20 kwietnia 1986 w Ħamrun) – maltański piłkarz grający na pozycji pomocnika. Od zimy 2011 roku jest zawodnikiem klubu Valletta FC. W reprezentacji Malty zadebiutował w 2008 roku. Do 5 października 2013 roku rozegrał w niej 30 meczów.